# Први енглески грађански рат
Први енглески грађански рат (1642–47) био је прва фаза енглеског грађанског рата. Завршен је победом енглеског Парламента.

## Позадина

### Буржоазија и апсолутизам
Енглески грађански ратови вођени су 1642-60. између оснажене енглеске буржоазије и апсолутистичко-феудалних снага предвођених краљем Чарлсом I Стјуартом. Енглеска буржоазија, у савезу са имућним сељаштвом (енгл. yeomanry) и добрим делом нижег племства (енгл. gentry), поставши до почетка 17. века економски јака, тражила је начин да непосредно утиче на политику Енглеске, осећајући се спутаном растућим краљевим апсолутизмом и феудалним уређењем земље. Своје интересе тежила је да заштити преко Парламента.
Непосредни сукоб двеју класа енглеског друштва почео је око краљевих прерогатива и права Парламента. Борба између краља и Парламента заоштрила се највише због новца који је краљ покушао да извуче из народа, самовољним опорезивањем без одобрења Парламента. Поред тога, сукобљавали су се интереси око надлежности судова, спољне и црквене политике.
Кад Доњи дом није одобрио краљу доживотно коришћење лучких царина, краљ Чарлс I распустио је Парламент. Тај краљев акт и неуспеси у англо-шпанском поморском рату 1625-29. и тридесетогодишњем рату 1618-48 изазвали су велико незадовољство у земљи. Да би могао наставити рат против Француске, Чарлс је 1628. сазвао Парламент, али га је наредне године поново распустио и до 1640. владао аутократски. Те унутрашње тешкоће отежале су Енглеској даље вођење ратова, те је закључила мир са Шпанијом (1629) и Француском (1630).
Покушај Чарлса да централистичку англиканску (епископалну) цркву, у ствари-црквени апсолутизам, наметне и Шкотској (чији је краљ такође био, у персоналној унији са Енглеском) довео је 1639-41. до отвореног сукоба између Енглеске и Шкотске (Први и Други бискупски рат). У међувремену, Чарлс је поново сазвао Парламент, али га је убрзо распустио пошто му нису одобрена средства за вођење рата против Шкота.

### Наоружавање Парламента
Нови Парламент, који се на сазив краља састао 3. новембра 1640, био је самоуверенији и борбенији од претходних. Безуспешни покушај краља Чарлса I у јануару 1642. да ухапси петорицу вођа парламентарне опозиције, навео је енглески Парламент да позове под оружје лондонску милицију која је већ била стала уз њега, и да образује стајаћи заштитни одред, а предузео је кораке да придобије и милиције грофовија. Биле су то револуционарне мере; дотле је само краљ имао право на држање војске. Тиме је почело стварање армије Парламента, којој је 12. јула 1642. стао на чело Роберт Есекс. Десет дана раније и енглеска флота је прешла на страну Парламента, а њену команду преузео је Роберт Ворик (енгл. Robert Warwick). До првог оружаног сукоба дошло је 15. јула, али у историји је прихваћено да је први грађански рат почео 22. августа 1642, када је краљ стао јавно окупљати за рат своје присталице.
Северне и западне грофовије, претежно пољопривредне, у којима је преовлађивао утицај високог племства, стале су углавном уз краља, а јужне и источне, са развијеном трговином и индустријом (мануфактуре) уз Парламент. Већи градови на северу и западу Енглеске били су на страни Парламента, а знатан део племства на југу и истоку уз краља. Енглеска територија била је подељена на приближно два једнака дела, али је на страни Парламента била било шест седмина становништва. Лондон је имао скоро пола милиона становника. На територији коју су држале присталице Парламента, биле су скоро све луке и бродоградилишта. Контрола лука омогућавала је маневрисање војске Парламента, а онемогућавала је краљу да добије појачање са стране.
Међутим, обе стране имале су тек да створе војску: краљ уз кога се налазило племство имао је више кадрова, управо више људи вичних војном занату, али је Парламент, на чијој је страни била буржоазија (банкари и трговци), имао више новца. Захваљујући највише новцу, Парламент је у току грађанског рата створио ефикасну професионалну војску, која је на крају превагнула.

## Рат

### Победе ројалиста
Прва година рата није довела до битних промена у односу снага у Енглеској. Први судари били су краљеве победе, у бици код Еџхила 23. октобра 1642, а затим код Брентфорда 10. новембра. Краљев покушај да заузме Лондон ипак није успео.
Ни наредне године (1643) операције нису биле одлучније. Снаге обеју страна опседају, најчешће, утврђене градове, што доводи до мањих судара без значајнијих резултата. Посаде освојених градова често су ослобађане, што је продужавало рат. Снаге Парламента претрпеле су пораз код Раундвеј Дауна (енгл. Roundway Down) 13. јула 1643, али је поновни поход ројалиста на Лондон одбијен код Њуберија, 20. септембра. Ипак, узевши ратиште у целини, година се завршила у корист краља. Због тога је енглески Парламент средином септембра 1643. склопио савез са шкотским Парламентом за заједничку борбу против "папистичке и бискупске фракције" (ројалиста).

### Интервенција шкотског Парламента
Почетком 1644. краљ је контролисао 2/3 Енглеске, али се ситуација убрзо изменила у корист снага Парламента. За вођење рата против краља образован је англо-шкотски одбор од 18 чланова, међу којима су били Роберт Есекс и Оливер Кромвел, посланик града Кембриџа. Шкотска армија од 18.000 пешака и 3.000 коњаника под командом Давида Леслија, прешла је 19. јануара 1644. шкотско-енглеску границу. Снаге оба Парламента под командом Леслија и Томаса Ферфакса потукле су најпре ројалисте под Џоном Бајроном (енгл. John Byron) код Нентвича (енгл. Nantwich). До одлучујућег судара дошло је 2. децембра 1644. код Марстон Мура, где су удружене снаге оба парламента победиле ројалисте. То је била највећа битка и прекретница целог рата, мада су ројалисти имали још појединачних успеха. Ројалисти су поново претрпели пораз код Њуберија 27. октобра, при покушају напада на Лондон. У тој бици Оливер Кромвел битно је допринео победи, и његов углед у војсци је порастао.

### Кромвел и војне реформе
Зими 1644/45 под Кромвелом је почела реорганизација армије Парламента. Он је већ раније формирао неколико пукова коњаника оклопника (енгл. ironsides) уз помоћ шведских инструктора-ветерана из тридесетогодишњег рата. Поред локалних снага грофовија, регрутовано је 14.000 пешака и 7.000 коњаника за Војску новог модела (енгл. New model Army), која је у суштини била стајаћа, професионална војска обучена од шведских и немачких инструктора прекаљених у тридесетогодишњем рату. На челу те војске налазио се Томас Ферфакс, а нешто касније Оливер Кромвел постављен је за генерал-лајтнанта (команданта коњице).

### Победа Парламента
Док је нова армија Парламента била у формирању, ројалисти су почетком 1645. предузели офанзивна дејства. Но, у бици код Нејзбија 14. јуна, Ферфакс и Кромвел нанели су им катастрофалан пораз. Заплењена су и документа која су знатно компромитовала краља. Рат се проширио и на Шкотску, где је војвода од Монтроуза (енгл. James Graham, earl of Montrose) подигао устанак ројалиста у Побрђу (енгл. Highlands), али га је Давид Лесли са снагама шкотског Парламента потукао 13. септембра код Филипхоха (енгл. Philiphaugh), угушивши оружани отпор ројалиста у Шкотској. Изгубивши наду у победу, енглески краљ Чарлс I предао се почетком 1646. Шкотима. Предајом утврђења Реглен (енгл. Raglan castle) генералу Ферфаксу 19. августа 1646, ратне операције су биле завршене.